# Andreas von Melville
Andreas von Melville, ursprünglich Andrew Melville, zeitgenössisch auch André de Melvill (* 1624 in Schottland; † 1706 in Gifhorn) war braunschweigisch-lüneburgischer Generalmajor sowie Oberamtmann und Drost von Gifhorn. Sein Leben gibt Auskunft über die Zustände in Europa nach dem Dreißigjährigen Krieg, da er Tagebuch führte und dieses später veröffentlichte.

## 1637 bis 1650
Melville entstammte dem alten schottischen Clan Melville, der sich auf den normannischen Ritter Galfridus de Melville zurückführte, der – von der Burg Melleville in der Normandie stammend – im 11. Jahrhundert mit Wilhelm dem Eroberer auf die britischen Inseln gelangt war und dessen Nachfahren sich im 12. Jahrhundert unter König David I. im schottischen Midlothian niederließen.
Er wurde 1637 von seinen Eltern, James Melville und Isabella geb. Dury, nach Königsberg in Preußen geschickt, um Deutsch zu lernen. Er ließ sich dort aber für die polnische Armee anwerben. Bevor er zu einem Einsatz kam, war der Krieg jedoch beendet. Er verließ das Land und kehrte nach Schottland zurück. Dort erfuhr er vom Tod seiner Eltern und dass der Landbesitz an Gläubiger gegangen war.
Er lebte kurze Zeit als Soldat ohne Regiment und wurde von Bauern gefangen genommen, konnte wieder entkommen und ging 1647 als Söldner nach Frankreich. Sein älterer Bruder zog weiter nach Venedig.
Er kämpfte unter Jean de Gassion bei der Belagerung von Lens, bei der Gassion fiel. Danach kämpfte er unter Josias Rantzau bei der Belagerung von Dixmuide und der Belagerung von Ypern. Da kein Sold die Soldaten erreichte, plünderten diese in der Umgebung und er wurde von Soldaten aus Armentières aufgriffen und sollte erschossen werden, aber er entkam. Auf der Flucht wurde er von deutschen Soldaten aufgegriffen und, da er Deutsch sprach, in ihr Lager gebracht, wo er als Kriegsgefangener nach Lille kommen sollte. Dort traf er ein irisches Regiment, dessen schottischer Kommandeur Cascar ihn in spanische Dienste presste. Da sich eine Rückkehr in französische Dienste nicht ergab, half er dem Herzog von Lothringen, ein Regiment für den englischen König Karl I. zu werben. 1648 kam er mit den Söldnern nach Emden. Den Sommer verbrachte er in Borkum, um die Truppen auszubilden, aber England wurde Republik und Karl I. hingerichtet. Die Truppen sollten nun in spanische Dienste, meuterten aber und kamen nach Ostende. Der Herzog von Lothringen vermietete nun seine restlichen Truppen an Leopold Wilhelm von Österreich, Statthalter der Spanischen Niederlande. Melville kämpfte nun bei der Belagerung von Guise.

## 1660 bis 1655
Im Jahr 1650 reiste er nach Breda, um die royalistische Armee des abgesetzten englischen König Karl II. zu treffen. Dieser hatte aber bereits nach England übergesetzt. Er folgte ihm und fand ihn in Sterling. Die Schlacht bei Worcester endete für die Royalisten in einer Katastrophe, auch Melville wurde schwer verletzt und entkam nur mit Glück. Unter den Gefangenen war auch ein Bruder Melvilles, der danach zur Zwangsarbeit auf den Zuckerplantagen der Westindischen Inseln verbannt wurde. Es dauerte drei Monate, bis er sich wieder erholt hatte. Er floh dann über London nach Rotterdam. 1652 war er in Brüssel, wo er Cascar traf, der nun lothringischer Generalmajor war. Er war kurz bei den Truppen und ließ sich dann aber entlassen.
In Paris kam er zur Leibwache des Kardinals von Retz Jean-François Paul de Gondi und wurde nach einiger Zeit deren Kommandeur. Als die Zeiten ruhiger wurden, wurde die Leibwache aufgelöst und Melville kam zur Armee unter Schomberg und wurde in der Picardie einquartiert. Im nächsten Jahr kam er nach Montournais in der Champagne. Im Jahr 1654 wurde die Armee zum Entsatz von Arras in Marsch gesetzt. Er kämpfte dort unter dem Kommando von Turenne. Die Armee zog weiter nach Quesnoy, beim Fouragieren geriet er in Gefangenschaft. Er hatte aber Glück, zunächst sollte er als Deserteur erschossen werden, nach dem das Missverständnis aber aufgeklärt war, wurde er ausgetauscht. Im Jahr darauf 1655 verließ er die Armee Schonberg, um mit einem Kameraden Namens Molisson nach Königsberg zu gehen.

## 1655 bis 1660
Er kam mit Molisson bis nach Königsberg. Dort konnte Molisson als Hauptmann im Regiment Waldeck unterkommen. Melville versuchte zunächst zu dem Dragonern zu kommen, was aber misslang. Als der Kurfürst von Brandenburg Friedrich Wilhelm aber 4000 Soldaten für den schwedischen König werben wollte, erhielt auch er eine Stelle bei Volrad von Waldeck, einem Vetter des Josias von Waldeck. Doch der Feldzug in Polen brachte ihm nichts ein, und zum Schluss starb Volrad auch noch. So wechselte Melville in das Regiment von Josias von Waldeck und mit ihm nach Cleve, wo es bis 1658 blieb. Als der schwedische König Karl X. Gustav den Brandenburger General Waldeck für den Krieg gegen Dänemark anwarb, wechselte auch Melville. Er erhielt den Auftrag, in Bremen ein Dragoner-Regiment zu werben. Mit Hilfe des schwedischen Gouverneurs von Stade Christoph Delphicus von Dohna konnte er das Regiment werben und wurde dort Oberstleutnant. Der Krieg endete 1660 mit dem Frieden von Oliva, und das Regiment wurde aufgelöst. Auch Josias von Waldeck wurde entlassen.

## 1660 bis 1665
1660 war aber auch Karl II. wieder auf dem englischen Thron gelangt. Und Waldeck und Melville gingen nach London, um den König zu beglückwünschen. Aber weder für Waldeck noch für Melville fand sich eine Verwendung in England. So gingen sie nach Deutschland zurück. Dort hatte der Kaiser Leopold den Reichskrieg gegen die Türken ausgerufen und plante, sie aus Ungarn zu vertreiben. Dazu sollten alle deutschen Fürsten Truppen stellen. Daher holte der Kurfürst von Köln Josias von Waldeck in seine Dienste und auch Melville folgte ihm zunächst als Major, dann als Oberstleutnant. Er nahm an zahlreichen Belagerungen teil und so auch an der Schlacht bei Mogersdorf. Nach der Rückkehr der Truppen wurden diese aus kurkölnischen Diensten entlassen. Melville erhielt aber die Stelle des Kommandanten von Linn, wäre er katholisch geworden, hätte es Bonn sein können, was er aber ablehnte. 1665 kam es zwischen Georg Wilhelm von Braunschweig-Lüneburg und Johann Friedrich von Braunschweig-Calenberg zum Streit um die Nachfolge in Braunschweig-Lüneburg. Georg Wilhelm holte Josias von Waldeck und auf dessen Empfehlung machte der Kurfürst Melville zum Kommandanten von Celle.

## 1665 bis 1707
Er wurde 1665 auch Chef der Leibkompanie. 1667 bat er um die Erlaubnis, mit Waldeck und Mollison in venezianische Dienste treten zu dürfen, um gegen die Türken zu kämpfen. Das wurde ihm verwehrt, Waldeck ging und fiel 1669 bei Candia auf Kreta. Melville ging 1667 nochmal an den englischen Hof unter Karl II., konnte aber wieder nichts für sich erreichen. 1672 wurde er zum Kommandeur eines Milizregiments mit Garnison in Hamburg befördert. Im Holländischen Krieg war er mit dem Kontingent Braunschweig-Lüneburg unter Johann Adolf von Schleswig-Holstein-Sonderburg-Plön im Elsass und wurde bei der Schlacht an der Konzer Brücke schwer verletzt. Es heißt, er habe danach eine silberne Hirnschale tragen müssen. Er kämpfte 1676 in Norddeutschland im Feldzug gegen die Schweden und nahm an dem Sturm auf Stade teil. Sein Freund Molisson wurde beim Sturm auf die Festung von einer Kanonenkugel zerfetzt.
1680 begleitete er Georg Ludwig, den späteren englischen König Georg I., nach England. Sie trafen den König Karl II. im Februar 1681 in Oxford, wo dieser Melville auch in den Adelsstand erhob. Seit 1677 war Melville Drost in Gifhorn, und 1683 schied er wegen seiner Verletzungen aus dem Dienst aus. 1683 floh sein Vetter George Melville, 4th Lord Melville, aus Schottland nach Holland, da er der Beteiligung an der Rye-House-Verschwörung verdächtigt wurde; er schloss sich dort dem Statthalter Wilhelm von Oranien an, der ihn nach seiner britischen Thronbesteigung als Wilhelm III. im Jahr 1690 zum 1st Earl of Melville erhob.
Andreas von Melville veröffentlichte 1705 noch seine Biographie in französischer Sprache und starb im Jahr darauf. Sein Grab ist nicht erhalten. Sein Sohn Georg Ernest erbte das von ihm erworbene Gut Altendorf in Osten (Oste).

## Werk
- Memoires de monsieur Le Chevalier de Melvill. 1704. Digitalisat

## Familie
Er heiratete 1666 Nymphe de la Chevallerie (* 1640 in La Motte-Bisset), die mit Eleonore d’Olbreuse nach Celle gekommen war. Ihr Neffe war der spätere General Ernst August de la Chevallerie von la Motte. Das Paar hatte eine Tochter:
- Charlotte Sophie Anna (* 28. Januar 1670; † August 1724) ⚭ 13. Februar 1690 Alexander von der Schulenburg aus dem Haus Altenhausen (* 24. November 1662; † 13. Januar 1733), Generalleutnant

Danach heiratete er Elizabeth Christina von Medefourt-Beneken. Mit ihr hatte er einen Sohn:
- Georg Ernest von Melvill(e) († 1742), Generalmajor, Gouverneur der Festung Hameln, Gutsherr auf Habighorst, Feuerschützenbostel und Osten (Oste), ⚭ 1717 Lucy von Staffhorst